# Rhynchosia holstii
Rhynchosia holstii är en ärtväxtart som beskrevs av Hermann August Theodor Harms. Rhynchosia holstii ingår i släktet Rhynchosia och familjen ärtväxter. Inga underarter finns listade i Catalogue of Life.